# Émile Schwarzfeld
Émile Schwarzfeld, dit Claire, né le 5 décembre 1885 à Paris et mort à Bruttig (Allemagne) le 29 juin 1944, fut un dirigeant de la Résistance française.

## Biographie
Licencié en science mathématique, diplômé de l’École supérieure d'électricité, Emile Schwarzfeld est sous-lieutenant d'infanterie en 1914. Deux fois blessé, gazé en 1917, il termine capitaine, décoré de la Légion d'honneur. Entre les deux guerres, il est directeur technique des établissements Thomson-Houston. Lieutenant-colonel de réserve en 1939, il est mobilisé au 3e bureau de l'état-major de la 5e Armée. Fait prisonnier le 25 juin 1940, il est libéré le 11 août 1941.
À Lyon, Emile Schwarzfeld milite dans un groupe local de résistants fondé par Georges Cotton dit Champdieu. Le groupe est baptisé France d'abord. Schwarzfeld en prend la direction à partir de juillet 1942.
Le 21 juin 1943, Schwarzfeld, alors candidat à la succession de Charles Delestraint, est arrêté chez le docteur Frédéric Dugoujon, à Caluire-et-Cuire, en compagnie de Jean Moulin, André Lassagne, Raymond Aubrac, Henri Aubry, Bruno Larat et Albert Lacaze.
À Fresnes, il partage la cellule de Delestraint et de Lassagne.
Le 9 mars 1944, Emile Schwarzfeld est déporté au camp de Natzweiler-Struthof dans le même wagon cellulaire que Delestraint et Gastaldo. Il meurt d'épuisement au Kommando du chantier de Bruttig le 29 juin 1944.

## Décoration
- Médaille de la Résistance française à titre posthumes (8 février 1962)[1]